# Cratere Canberra
Canberra  è un cratere sulla superficie di Marte.